# NanoVM
NanoVM è una implementazione open source della Java Virtual Machine. Concepito e sviluppato, perlomeno inizialmente, per l'Atmel AVR ATmega8, il microprocessore utilizzato dal Robot Asuro, l'impiego di NanoVM è stato esteso anche ad altri processori della stessa famiglia.
Questa virtual machine necessita di 8 Kbytes di memoria (tanto è grande la sua implementazione) e di 256 byte di RAM. Il bytecode generato dal programmatore viene processato da NanoVM che effettua alcune operazioni di conversione spedendo il risultato a un bootloader. Il codice viene infine memorizzato in una memoria EEPROM.